# Ross Draper
Ross Draper (* 20. Oktober 1988 in Wolverhampton) ist ein englischer Fußballspieler, der seit dem Jahr 2021 beim schottischen Drittligisten Cove Rangers unter Vertrag steht.

## Karriere
Ross Draper begann seine Karriere im Jahr 2006 in der Jugend von Shrewsbury Town. Von 2007 bis 2009 spielte er je eine Saison bei den unterklassigen englischen Vereinen Stafford Rangers und Hednesford Town. Im Juli 2009 unterschrieb der im zentralen Mittelfeld eingesetzte Draper einen Vertrag beim Viertligisten Macclesfield Town. Am Saisonende 2011/12 stieg er mit der Mannschaft von der League Two in die Conference National ab. Aufgrund des Abstiegs der Mannschaft verließ Draper den Verein und erhielt zunächst einen Ein-Jahres-Vertrag beim schottischen Erstligisten Inverness Caledonian Thistle. Der Kontrakt wurde noch vor dem Ende der Laufzeit, einige Spieltage bevor die Saison beendet war, verlängert. In seiner zweiten Spielzeit erreichte Draper mit dem Team aus den schottischen Highlands das Ligapokalfinale 2014, das erst im Elfmeterschießen gegen den FC Aberdeen verloren wurde.

## Erfolge
- Schottischer Pokalsieger: 2015